# Камен на Об
Камен на Об (на руски: Камень-на-Оби) е град в Русия, административен център на Каменски район, Алтайски край. Населението на града към 1 януари 2018 година е 40 795 души.

## История
Селището е основано през 1751 година, през 1915 година получава статут на град.